# Mala Skvîrka, Bila Țerkva
Mala Skvîrka (în ucraineană Мала Сквирка) este un sat în comuna Iablunivka din raionul Bila Țerkva, regiunea Kiev, Ucraina.

## Demografie
Componența lingvistică a localității Mala Skvîrka
     Ucraineană (99,79%)
Conform recensământului din 2001, majoritatea populației localității Mala Skvîrka era vorbitoare de ucraineană (99,79%), existând în minoritate și vorbitori de alte limbi.